# Александровское сельское поселение (Таловский район)
Александровское се́льское поселе́ние — муниципальное образование в Таловском районе Воронежской области Российской Федерации.
Административный центр — село Александровка.

## История
Статус и границы сельского поселения установлены Законом Воронежской области от 2 декабря 2004 года № 88-ОЗ «Об установлении границ, наделении соответствующим статусом, определении административных центров муниципальных образований Грибановского, Каширского, Острогожского, Семилукского, Таловского, Хохольского районов и города Нововоронеж».
Законом Воронежской области от 30 ноября 2015 года № 163-ОЗ, были преобразованы, путём их объединения Александровское, Васильевское и Казанское сельские поселения — в Александровское сельское поселение с административным центром в селе Александровка.

## Население
| 2010  | 2012  | 2013  | 2014  | 2015  | 2016  | 2017  |
| ----- | ----- | ----- | ----- | ----- | ----- | ----- |
| 2469  | ↘2426 | ↘2379 | ↘2330 | ↗2336 | ↗3939 | ↘3903 |
| 2018  |       |       |       |       |       |       |
| ↘3853 |       |       |       |       |       |       |

## Состав сельского поселения
| №  | Населённый пункт | Тип населённого пункта       | Население |
| -- | ---------------- | ---------------------------- | --------- |
| 1  | Александровка    | село, административный центр | ↘797      |
| 2  | Богатырь         | посёлок                      | 38        |
| 3  | Васильевский     | посёлок                      | 120       |
| 4  | Дубовый          | посёлок                      | 12        |
| 5  | Зареченский      | посёлок                      | 92        |
| 6  | Ильинка          | посёлок                      | 283       |
| 7  | Казанка          | посёлок                      | 410       |
| 8  | Казачок          | посёлок                      | 28        |
| 9  | Коминтерн        | посёлок                      | 162       |
| 10 | Комсомольский    | посёлок                      | 207       |
| 11 | Красный          | посёлок                      | 277       |
| 12 | Манидинский      | посёлок                      | 72        |
| 13 | Нижняя Ведуга    | посёлок                      | 34        |
| 14 | Новенький        | хутор                        | 364       |
| 15 | Новотроицкий     | посёлок                      | 703       |
| 16 | Новый Мир        | посёлок                      | 65        |
| 17 | Светлый          | посёлок                      | 38        |
| 18 | Сергиевский      | хутор                        | 81        |
| 19 | Троицкий         | посёлок                      | 384       |
| 20 | Успенский        | посёлок                      | 160       |